# Anj
El anj (☥ o 𓋹, ˁnḫ) o llave de la vida es un jeroglífico egipcio que significa "vida" y un  símbolo muy utilizado en la iconografía del antiguo Egipto. También se denomina cruz ansada (en latín: crux ansata) o cruz egipcia. Se trata de una cruz con la parte superior en forma de óvalo, lazo, asa o ansa.
Se puede encontrar ocasionalmente su transliteración inglesa, Ankh; italiana, Ankh; alemana, Anch y francesa, Ânkh, todas las cuales se pronuncian /'ʕnx/.

## Simbología egipcia

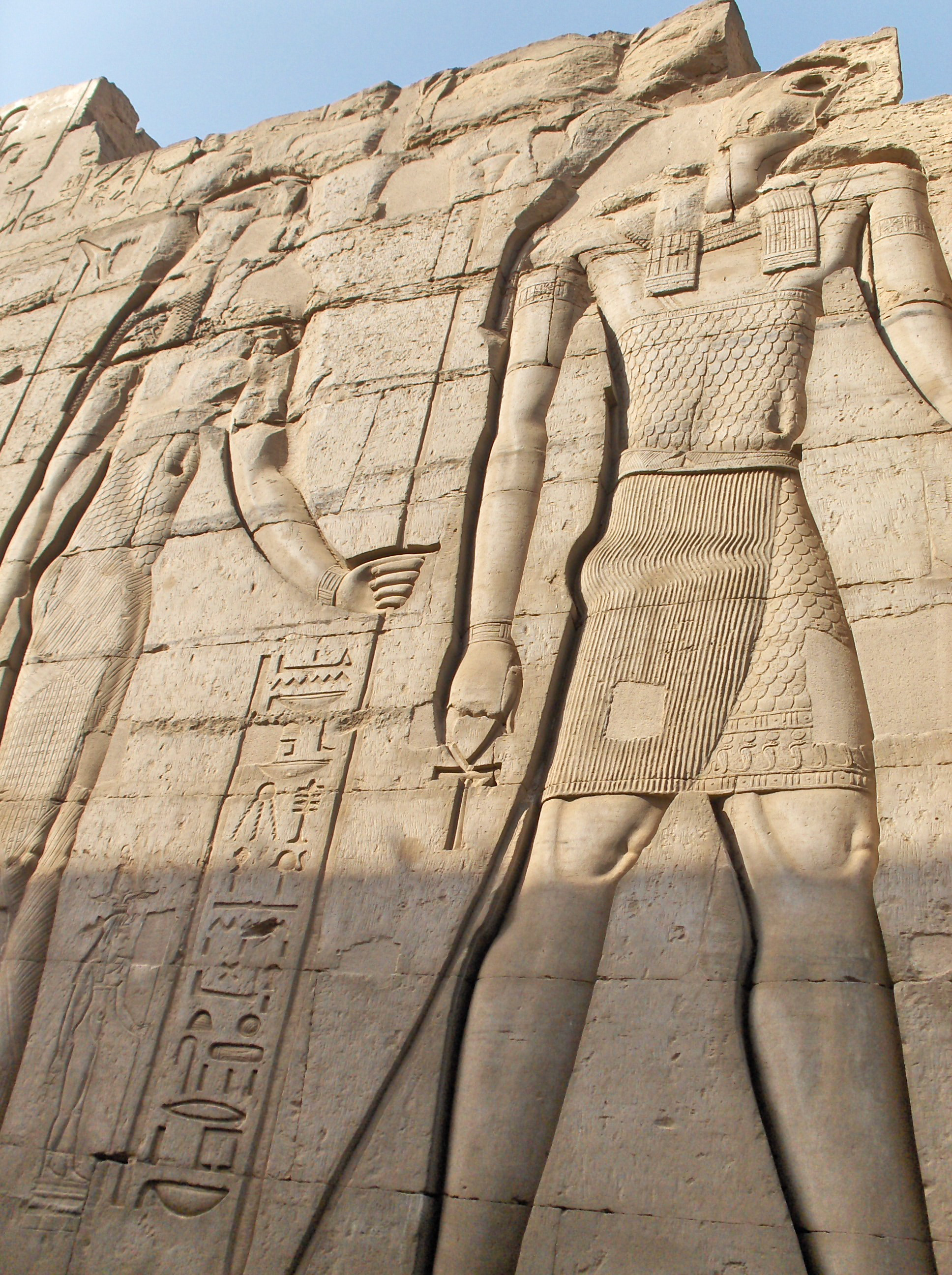
El dios Horus portando el símbolo anj.

En el Antiguo Egipto se relacionó con los dioses (neter) que eran representados portando dicho símbolo, indicando sus competencias sobre la vida y la muerte, su inmanencia y condición de eternos; relacionado con los hombres, significa la búsqueda de la inmortalidad, razón por la cual es utilizada para describir la vida o la idea de vida después de la muerte, entendida como inmortalidad, al principio sólo digna del faraón y, después del Imperio Nuevo, de todos los egipcios al evolucionar sus creencias, tal como se describe en el Libro de los Muertos. El Anj se relacionó, como símbolo de renacimiento, con la diosa Isis y con su esposo Osiris, ya que cuando fue asesinado por su hermano, su esposa lo resucitó mediante la ayuda de Anubis. Varios faraones portaron la palabra "Anj" en su nombre, entre ellos Tut-Anj-Atón (imagen viva de Atón) y Tut-Anj-Amón (imagen viva de Amón).[cita requerida]
Otra hipótesis presupone que la "T" de la parte inferior del Anj representaría, estilizados, los atributos sexuales masculinos, mientras que el asa representaría el útero o el pubis de la mujer, como reconciliación de los opuestos;[¿dónde?] podría simbolizar la reproducción y la unión sexual. Hathor, la diosa de la alegría de vivir y de la muerte, daba vida con ella. En muchos aspectos se corresponde con las diosas Inanna, Ishtar, Astarté, Afrodita y Venus.[¿dónde?] También se podría comparar el 'anj' con un plantador (de ahí el significado de "vida"). El asa recibe el nombre de asidero y la parte superior, un cartucho circular, sería donde iba la semilla para plantarla.

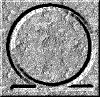
Jeroglífico de anillo con sello.

### Origen del símbolo
Aunque se desconoce el origen del símbolo Anj, puede inferirse, a partir de la evolución de la escritura jeroglífica egipcia, que el "Anj" tuviera relación con el signo jeroglífico del anillo con sello (šnw). En el Antiguo Egipto, el jeroglífico del sello es posible precedente del cartucho egipcio (šnw), que se utilizó para enmarcar y «proteger» el nombre de los faraones, al encerrar los jeroglíficos de su nombre dentro de él.[cita requerida]

## Evolución del uso y la forma del anj

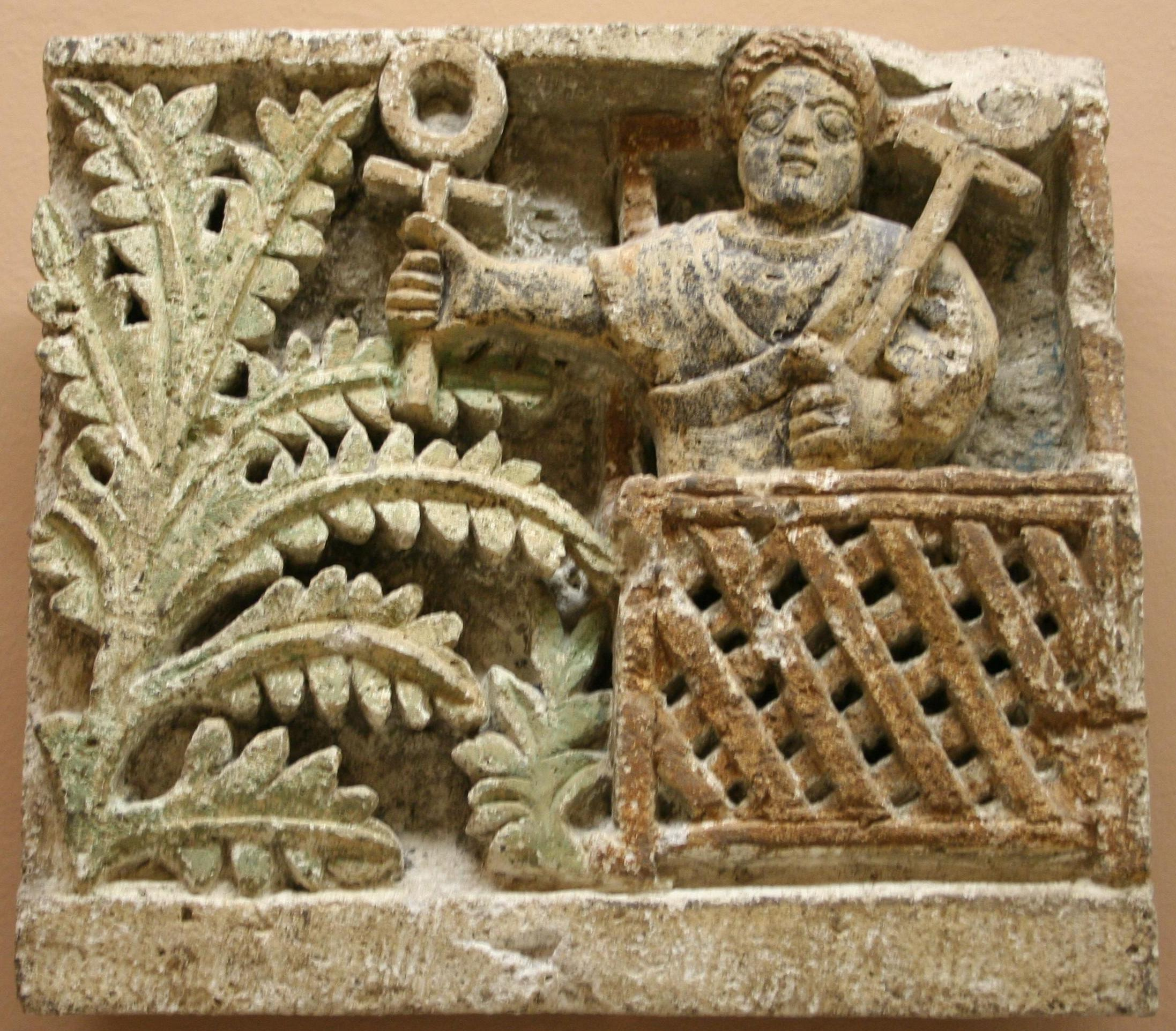
Relieve copto: "cruz con asa".

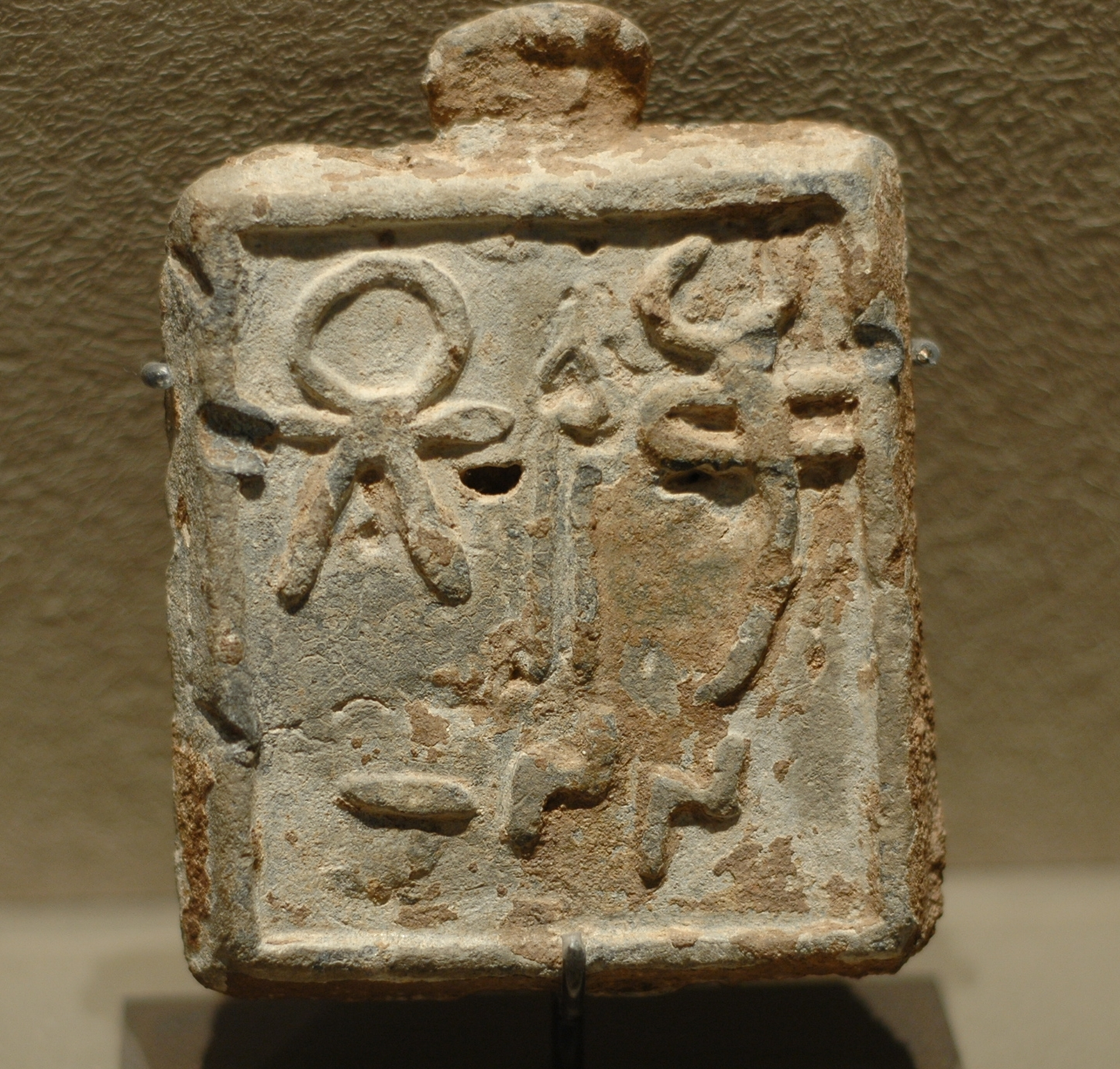
Pesa con el símbolo de Tanit.

Símbolo de lo femenino, de Venus y del cobre.

Desde el siglo II d. C., con la difusión del cristianismo en el Valle del Nilo, se produjeron sincretismos: uno de ellos fue la adopción por parte de los cristianos egipcios (después llamados coptos) del símbolo "anj" como una modalidad de cruz cristiana.
Las misiones de monjes cristianos que desde el siglo III partieron desde Egipto difundieron, muy probablemente, el antiguo símbolo hacia lugares distantes. Así se habrían originado la cruz irlandesa, por una parte, y la cruz armenia por la otra, ambas con un círculo en el centro.[cita requerida]

### Símbolos con formas similares
En el primer milenio a. C. aparece representado un símbolo que guarda semejanza: el neocananeo (cartaginés) para Tanit; muchas veces el símbolo de la principal diosa cartaginesa es muy similar al del anj. En el caso del origen del símbolo de Tanit, este parece representar, esquemáticamente, a la deidad femenina vestida con los brazos abiertos "en cruz", siendo el círculo sobre la "T" una estilización de su cabeza.[cita requerida]
Un símbolo similar (♀) se utilizaba para representar a la diosa romana  Venus (derivada de la Afrodita griega). Este símbolo, llamado "espejo de Venus", parece estar más relacionado con el útero o con un espejo.[cita requerida]
En astrología el mismo símbolo se emplea para representar el planeta Venus, en biología para hacer referencia al sexo femenino, y en alquimia para el cobre.[cita requerida]
Un signo muy similar, con el lazo rellenado, se ha encontrado en Perú siendo utilizado en la cultura Mochica.[¿dónde?]

## Filmografía, literatura y juegos
El anj se ha relacionado con las criaturas inmortales por excelencia, los vampiros, tanto en la literatura como en la cinematografía (El ansia), en las películas The black cat y El abrazo del vampiro (1994), en mangas y animes (Yu Gi Oh, Jojo's Bizarre Adventure) o en juegos de rol como Vampiro: la mascarada. Se utiliza en el libro y la película homónima de ciencia ficción "Fuga del Siglo 23" o "La Fuga de Logan" (Logan's Run), o en la saga de juegos Ultima como icono de una de las ocho virtudes de Britannia (la espiritualidad), además de ser el símbolo del Avatar. Asimismo, en el popular cómic de Neil Gaiman, The Sandman, Muerte utiliza un anj. En la serie Lost (Perdidos), en la serie House of Anubis, el anj y la simbología egipcia cobran un papel importante en la trama de la misma.
Además en el conocido juego de Terraria (Re-Logic) se encuentra un escudo con este símbolo el cual te protege de muchos efectos negativos